# Phyllotreta konevi
Phyllotreta konevi es una especie de insecto coleóptero de la familia Chrysomelidae. Fue descrita científicamente en 1985 por Lopatin & Kulenova.